# Love You
Love You (también llamado The Beach Boys Love You) es el álbum de estudio número veintiuno por el grupo estadounidense The Beach Boys, lanzado en abril de 1977, este álbum es importante en la historia de la banda, significa el retorno de Brian Wilson como líder en la producción. Es el álbum de The Beach Boys con más canciones compuestas únicamente por Brian Wilson, además gran parte de la instrumentación fue interpretada por él, por lo que es casi un álbum solista de Wilson, más aún que Pet Sounds.
Es considerado por ciertos críticos como uno de los últimos álbumes de The Beach Boys de gran calidad musical. Fue editado justo después de anunciarle a la discográfica que la banda iba a hacer un nuevo disco con el sello CBS (hoy Sony Music), por ello, Reprise Records puso poca promoción en el álbum, además de publicar un solo sencillo, y además con el surgimiento de la música disco y el punk, el empuje comercial de los Beach Boys se había quedado atrás una vez más. Alcanzando un máximo en el puesto n.º 53 en los Estados Unidos, algo mejor como de costumbre en el Reino Unido, llegando al n.º 28. Love You fue pasado por alto y pronto olvidado por el público de la música pop convencional. Sin embargo, los fanáticos de Brian Wilson siguen afirmando que es un álbum con una alta belleza extraña y alto nivel de creatividad musical. En los últimos años, Wilson lo ha calificado como su álbum favorito de The Beach Boys.

Fue cuando todo pasó para mi. Es donde mi corazón está. "Love You". Jesús, ese es el mejor álbum que hayamos hecho...
Brian Wilson, 1998.

## Antecedentes
Hace diez años, había decidido que no iba más a las giras, que yo era mucho mejor, asumí, en casa, un entorno en el que podía crear música. Entonces, los chicos del grupo dijeron: "Hey Brian, ¿nos ayudarías? Creemos que tu presencia en la gira mejoraría la calidad del espectáculo y nos ayudaría a vender entradas". Otra razón fue que mi psiquiatra [Eugene Landy] quería que hiciese algo para que mi culo no este todo el día sentado, para no volverme loco.
Brian Wilson, Rolling Stone, marzo 1977.

Tres meses después de la edición de 15 Big Ones, Brian Wilson comenzó a grabar la mayoría de Love You, que en ese entonces estaba ideado como un proyecto en solitario titulado Brian Loves You o Brian's in Love. Las canciones (con arreglos inspirados en el álbum Switched-On Bach de Wendy Carlos) se grabaron en gran parte por Wilson ayudado por las cualidades de la grabación multipista. Desde el 13 de octubre al 10 de noviembre de 1976, Wilson hizo un demo de más de dieciséis pistas para el próximo álbum de The Beach Boys en Brother Studios. En comparación con 15 Big Ones, Wilson pretendía que Love You sea "más creativo, más original" y "líricamente mucho más interesante". Wilson declaró con optimismo: "Vamos a hacer otro 'Good Vibrations'. Otra obra maestra". Debido a las luchas internas con el grupo, Wilson se sintió incapaz de desarrollar una carrera profesional en solitario, comparando su puesto en la banda como "una mercancía en un mercado de valores". Para hacer parecer al álbum algo más democrático, su título fue cambiado a The Beach Boys Love You.
Contiene doce de las canciones en las que habían trabajado a lo largo de 1976 y 1977, el álbum también tiene dos pistas anteriores a esas sesiones. "Good Time", escrito por Wilson y Al Jardine, fue la primera de ellos, habiendo sido registrada el 7 de enero de 1970, durante una sesión de Sunflower. Es anormal en el contexto del álbum Love You, porque la canción cuenta con un Wilson cuya voz aún no había sufrido los efectos del abuso del cigarrillo y alcohol. La segunda de las pistas, "Ding Dang", fue concebida en gran parte por Wilson con letra aportada por Roger McGuinn. Wilson se obsesionó con el arreglo vocal de "Ding Dang" (adaptado de la canción tradicional de folk "Shortnin' Bread") y, como tal, diversas sesiones de las canciones y sus derivados se regrabaron y trabajaron a lo largo de la década de 1970. Algunos historiadores han estimado que probablemente fue grabado en algún momento de la primavera y otoño de 1973.

## Música y letras
Al igual que el EP Mount Vernon y Fairway de Brian Wilson (editado para Holland), la instrumentación de Love You está compuesta casi en su totalidad por sintetizadores analógicos con tecnología de última generación, como el Minimoog. Los arreglos y mezclas de estos instrumentos fueron hechos como el característico muro de sonido (wall of sound), debido a la fascinación que tenía Brian Wilson del trabajo de Phil Spector. Earle Mankey fue el ingeniero de sonido para el álbum. Según Mankey, el tiempo de estudio de Wilson fue reservado por su terapeuta Landy, que lo obligó a 'ser productivo', ya que era "la única forma de que conseguiría su cena". De vez en cuando Landy recompensaba a Wilson con una dosis de cannabis al realizar bien sus funciones. Mankey considera que Love You puede ser una obra autobiográfica: "que podría compararse un tanto a Eraserhead".
El lado A se abre con "Let Us Go On This Way" y "Roller Skating Child", seguido de "Mona", una balada de amor al estilo de la década de 1950, contiene referencias a "Be My Baby" y "Da Doo Ron Ron" de Phil Spector en sus letras. El biógrafo Peter Ames Carlin comparó "Roller Skating Child" como una "interpretación musical de la novela Lolita de Vladimir Nabokov, con vívidas descripciones de la sexualidad adolescente".
A pesar de las excéntricas letras en las canciones, que se especula, pudieron ser escritas como una pieza semiautobiográfica. Las letras pueden ser interpretadas como las frustraciones de Wilson sobre las presiones externas que le exigen ser constantemente productivo. Mankey ha dicho que el vocalista Roy Wood de Wizzard contribuyó en "Honkin' Down the Highway" y "Ding Dang", y afirmó: "todo el mundo que aparecía era sometido a 'Ding Dang'". Al Jardine explica además: "Brian tenía una obsesión con 'Ding Dang'. Canalizaba una cierta vibración. Se ponía hiper-enfocado en un riff. Eso pudo haber evolucionado en 'Shortenin' Bread'. Esas canciones tuvieron un gran piano estilo boogie. Tenía expresiones rítmicas únicas, y las voces eran marcas de puntuación". El 27 de noviembre, once días después de la compilación de la primera mezcla en bruto de los demos de Love You, Wilson apareció en Saturday Night Live por instigación de Landy para promover el nuevo álbum. Unas semanas después de esta actuación, Landy fue despedido debido a que su tarifa mensual había aumentado demasiado.
Carl Wilson terminó remezclando el material terminado en enero de 1977, y sobregrabando guitarras y percusión adicional para complementar el sonido peculiar de las canciones. Por estas contribuciones, fue acreditado como productor de mezcla. Alrededor de este periodo, se grabó "Airplane".
Jardine considera cruciales las contribuciones de Carl y Dennis Wilson, en consecuencia: "Recuerdo haber visto los hermanos trabajando en el álbum. En cierto modo, [Love You] era el tributo de Carl para que Brian se sienta querido. El título de ese álbum es realmente The Beach Boys Love Brian. Carl quería que Brian se sienta apreciado. Él tenía más que ver con ese álbum, él y Dennis, rindiendo homenaje a su hermano. Los Minimoogs están por todas partes". El montaje de Love You fue terminado el 14 de enero de 1977. Cinco días después, Brian se puso a trabajar en un álbum nuevo, Adult Child, que permanece inédito, pero ha sido difundido en discos piratas.

## Material inédito
En 1976, Brian Wilson recuperó una pista instrumental que grabó en 1965 para el álbum Summer Days (and Summer Nights!!) titulada "Sandy". Cambió el nombre de la canción a "Sherry She Needs Me" y grabó nuevas voces, pero terminó descartando la canción para Love You. Una versión de "You've Lost That Lovin' Feeling" producida por Phil Spector también fue grabada.
Ambos descartes de estudio permanecerían inéditos hasta 2013, cuando fueron editados en el box set Made in California. Otras pistas de Love You como "You've Lost That Lovin' Feeling" fueron regrabadas para Adult Child y también para el álbum solista de Wilson titulado Brian Wilson.

## Lanzamiento
Love You fue editado el 11 de abril, apenas unas semanas después de anunciar un nuevo contrato discográfico con CBS, se ha planteado la hipótesis de que la falta de promoción por parte de Reprise Records puso a Love You en medio de una pelea entre la banda y el sello discográfico. A la mayoría de los socios de Warner Brothers le gustaba el álbum, excepto el presidente del sello Mo Ostin, quien creía que debería haber sido "retocado" aún más. Fue relativamente pasado por alto por el público, a juicio de Brian Wilson esto fue producto de la escasa promoción por parte de Reprise.
Alcanzó el número 28 en el Reino Unido y el número 53 en los Estados Unidos. Con el paso de la campaña "Brian Back" y la oleada de comercial de la música disco y el punk, el atractivo comercial de los Beach Boys se había ralentizado una vez más. Siguiendo la tibia recepción del álbum, sumado al resurgimiento de los demonios personales, Wilson se apartó una vez más de la producción con The Beach Boys, y no volvería a estar tan involucrado con la génesis y ejecución de un álbum, no hasta That's Why God Made the Radio editado en 2012 con motivo del 50 aniversario del grupo.

## Recepción
Love You tuvo una recepción mayoritariamente positiva por parte de los críticos. Es considerado por muchos fanáticos como el último álbum de remarcable calidad musical de The Beach Boys. Una de las mayores admiradoras del álbum fue Patti Smith, quién posteó una reseña en forma de poema para la revista Hit Parader. Con el paso de los años fue ganando un estatus de punk dentro del catálogo de la banda, debido a su poca similitud con las tendencias musicales del momento.
Desgraciadamente, las ventas del álbum dejaron mucho que desear a los miembros del grupo. Esto también repercutió en la cancelación del álbum Adult/Child.

## Lista de canciones
Todas las canciones escritas y compuestas por Brian Wilson menos donde se indica. 
| Lado A |                                               |                                        |          |  |
| N.º    | Título                                        | Vocalista principal                    | Duración |  |
| 1.     | «Let Us Go on This Way» (B. Wilson/Mike Love) | Carl Wilson/Mike Love                  | 2:02     |  |
| 2.     | «Roller Skating Child»                        | Love/C. Wilson/Al Jardine/Brian Wilson | 2:17     |  |
| 3.     | «Mona»                                        | Dennis Wilson/B. Wilson                | 2:06     |  |
| 4.     | «Johnny Carson»                               | Love/C. Wilson                         | 2:47     |  |
| 5.     | «Good Time» (B. Wilson/Al Jardine)            | B. Wilson                              | 2:50     |  |
| 6.     | «Honkin' Down the Highway»                    | Jardine                                | 2:48     |  |
| 7.     | «Ding Dang» (B. Wilson/Roger McGuinn)         | Love/C. Wilson                         | 1:00     |  |

| Lado B |                                 |                               |          |  |
| N.º    | Título                          | Vocalista principal           | Duración |  |
| 1.     | «Solar System»                  | B. Wilson                     | 2:49     |  |
| 2.     | «The Night Was So Young»        | C. Wilson                     | 2:15     |  |
| 3.     | «I'll Bet He's Nice»            | D. Wilson/B. Wilson/C. Wilson | 2:36     |  |
| 4.     | «Let's Put Our Hearts Together» | B. Wilson/Marilyn Wilson      | 2:14     |  |
| 5.     | «I Wanna Pick You Up»           | D. Wilson/B. Wilson           | 2:39     |  |
| 6.     | «Airplane»                      | Love/B. Wilson/C. Wilson      | 3:05     |  |
| 7.     | «Love Is a Woman»               | B. Wilson/Love/Jardine        | 3:00     |  |